# 비단벌레과
비단벌레과는 딱정벌레목 풍뎅이아목 비단벌레상과의 한 과이다. 비단벌레 등을 포함한다.

## 사진

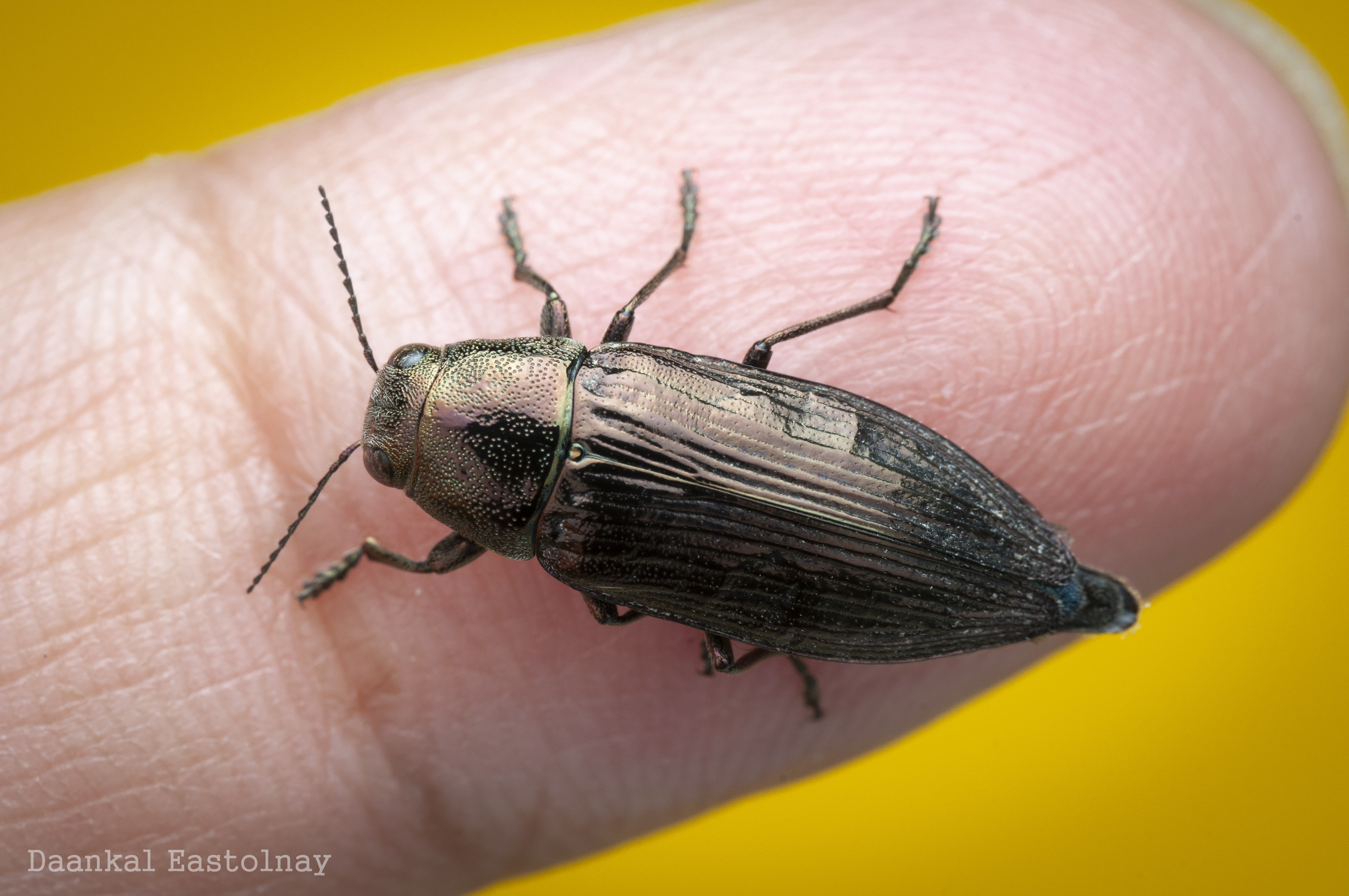
고려비단벌레